# Ageratina jaliscensis
Ageratina jaliscensis là một loài thực vật có hoa trong họ Cúc. Loài này được (B.L.Rob.) Gage ex B.L.Turner mô tả khoa học đầu tiên năm 1997.